# Поструже
Поструже (пол. Postróże) — село в Польщі, у гміні Нарушево Плонського повіту Мазовецького воєводства.
Населення — 251 особа (2011).
У 1975-1998 роках село належало до Цехановського воєводства.

## Демографія
Демографічна структура станом на 31 березня 2011 року:
|          | Загалом | Допрацездатний вік | Працездатний вік | Постпрацездатний вік |
| -------- | ------- | ------------------ | ---------------- | -------------------- |
| Чоловіки | 128     | 29                 | 80               | 19                   |
| Жінки    | 123     | 32                 | 64               | 27                   |
| Разом    | 251     | 61                 | 144              | 46                   |